# Strzyżów (gmina)
Pour les articles homonymes, voir Strzyżów (homonymie).
Strzyżów est une commune urbaine-rurale de la voïvodie des Basses-Carpates et du powiat de Strzyżów. Elle s'étend sur 140,23 km2 et comptait 20 655 habitants en 2004.